# カー解
カー解（カーかい、Kerr solution）、カー計量（Kerr metric）あるいはカー・ブラックホール解とは、一般相対性理論におけるアインシュタイン方程式の厳密解の一つで、真空中を定常的に回転する軸対称なブラックホールを表現している。ニュージーランドの数学者ロイ・カー（Roy Kerr）によって1963年に発見された。カー計量によって表現される時空には、時間並進と回転に関する2つの等長変換群（アイソメトリー）が作用する。ペトロフ（A. Z. Petrov）による分類によれば、カー計量はDタイプに属する。
すぐ後に、さらに電荷を帯びた カー・ニューマン解（Kerr‐Newman）も発見され、角運動量・質量・電荷の3つのパラメータを持つブラックホール解として、その後、一般相対性理論の描く時空の姿の理解に広く使われている。
カー・ブラックホールでは、事象の地平面の外側には、回転の影響により、観測者が一点に留まれないエルゴ領域 (ergo region) と呼ばれる領域が形成される。はるか遠方の観測者から見ると、このエルゴ球のちょうど表面で回転と逆方向に放射した光子は放射した一点に留まっているように見え、球面の内側で回転の逆方向に放射した光子は回転の順方向に引きずられているように見える。（ただしエルゴ領域は事象の地平面の近傍に形成されるため時空が極度に縮んでおり、回転の順方向に放射した光子の速度も平坦な時空の光速度より遅れて見え、見かけの超光速が達成されているわけではない。）また、中心部の特異点は、リング状になっていると理解されている。
ブラックホール脱毛定理 (no‐hair theorem) において、すべての現実的なブラックホールは、いずれ、角運動量・質量・電荷の3つの物理量のみを持つカー・ニューマンブラックホールに落ち着くと考えられている。また、「アインシュタイン・マクスウェル方程式での軸対称定常解は、カー・ニューマン解に限られる」というブラックホール唯一性定理 (uniqueness theorem)も存在する。
ホーキング は、重力の孤立系としてのブラックホールを、熱力学と類推することにより、ブラックホール熱力学 を構築した。 そこでは、ブラックホールの面積はエントロピーと対応し、常に増大する量となる（ブラックホール面積定理 ）。

## カー計量の表現
以下では、光速 {\displaystyle c} と万有引力定数 {\displaystyle G} を1とする幾何学単位系（{\displaystyle c=G=1\,}）を用いる。

### ボイヤー・リンキスト（Boyer-Lindquist）座標による表現
カー自身が彼の論文の中で使った座標ではないが、カー計量はボイヤー（R. H. Boyer）とリンキスト（R. W. Lindquist）によって導入された座標（ボイヤー・リンキスト座標）を用いて次のような形に書かれるのが一般的である。
{\displaystyle {\begin{aligned}ds^{2}=&-\left(1-{\frac {2Mr}{\Sigma }}\right)dt^{2}-{\frac {4aMr\sin ^{2}\theta }{\Sigma }}dtd\phi \\&+{\frac {\Sigma }{\Delta }}dr^{2}+\Sigma d\theta ^{2}+\left(r^{2}+a^{2}+{\frac {2a^{2}Mr\sin ^{2}\theta }{\Sigma }}\right)\sin ^{2}\theta d\phi ^{2}\end{aligned}}}
ここで、
{\displaystyle \Sigma =r^{2}+a^{2}\cos ^{2}\theta \,,\quad \Delta =r^{2}-2Mr+a^{2}\,}
座標の範囲は、 {\displaystyle -\infty <t<\infty } 、{\displaystyle -\infty <r<\infty } 、{\displaystyle 0\leq \theta \leq \pi } および {\displaystyle 0\leq \phi <2\pi }である。パラメーター {\displaystyle M\,} や {\displaystyle a\,} は、ブラックホールの質量 {\displaystyle M\,} や角運動量 {\displaystyle J=Ma\,} と関係している。したがって、 {\displaystyle M\,} は正の定数で、 {\displaystyle a\,} は負になってもよい。回転していない場合（{\displaystyle a=0\,}）、カー解は静的かつ球対称な解（シュヴァルツシルドの解）を再現する。さらに、{\displaystyle M=0} として質量を失くすと、平坦な時空（ミンコフスキー時空）となる。座標 {\displaystyle r} を大きくしていくことにより、ミンコフスキー計量を再現することもできる。このことは、星から遠ざかれば遠ざかるほど星の重力は弱まっていくという直観的な理解と一致しており、漸近的平坦（asymptotically flat）であると言われる。一般には漸近的平坦という概念は自明ではない。カー計量と言うときは、ふつう、{\displaystyle M>0} および {\displaystyle a\neq 0} が想定されていることが多い。代数的な性質だけに注目したいときには、座標やパラメーターの範囲をあえて忘れて取り扱うこともある。
計量の中に座標 {\displaystyle t} や {\displaystyle \phi }が現れないので、カー時空には {\displaystyle \partial /\partial t} および {\displaystyle \partial /\partial \phi } の生成する等長変換群が作用する。それらの等長変換は {\displaystyle t\rightarrow t+dt} 、{\displaystyle \phi \rightarrow \phi +d\phi } という変換に対応しているので、カー時空の時間並進対称性（定常性）と回転対称性（軸対称性）を示している。また、カー計量は {\displaystyle t\rightarrow -t} 、{\displaystyle \phi \rightarrow -\phi }というそれぞれの変換に対して {\displaystyle g_{t\phi }} 成分の符号を変えるだけで、2つの変換を同時に行うと不変である。これは時間反転に対して、回転方向がちょうど反転されることを意味する。さらに、{\displaystyle a} の符号の反転も {\displaystyle g_{t\phi }} 成分の符号を変えるだけであるので、これもやはり回転方向を反転させることに対応する。
ボイヤー・リンキスト座標による表現では、カー計量は {\displaystyle \sin \theta =0} となるところ（ {\displaystyle \theta =0,\pi } ）で定義されないことが分かる。さらに、{\displaystyle \Sigma =0} （ {\displaystyle r=0} かつ {\displaystyle \theta =\pi /2} ）または {\displaystyle \Delta =0} となるところでも定義されない。後で見るように、 {\displaystyle \Sigma =0} となるところはリング状の特異領域になっている。また、 {\displaystyle \Delta =0} となるところは事象の地平面（event horizon）とよばれる場所であり、{\displaystyle \Delta =0} の実根の数によって、カー時空は3つの場合に分類されている。
1. {\displaystyle |a|<M}のとき、{\displaystyle \Delta =0} の実根は2つある。それらを {\displaystyle r=r_{\pm }} （ {\displaystyle 0<r_{-}<r_{+}} ）と書いて、{\displaystyle r=r_{-}} および {\displaystyle r_{+}}で与えられる面はそれぞれ、内側および外側の地平面と言われる。このとき、カー時空は遅速回転（slowly rotating）カー時空、または単に、カー時空と言われる。
2. {\displaystyle |a|=M}のとき、{\displaystyle \Delta =0} の実根は1つに縮退する。このとき、事象の地平面は {\displaystyle r=M} にただ1つだけとなる。このようなカー時空は、極限（extreme）カー時空と言われる。
3. {\displaystyle |a|>M}のとき、{\displaystyle \Delta =0} の実根は存在しない。この場合、カー時空に事象の地平面が存在せず、裸の特異点を持つことを意味する。このようなカー時空は、高速回転（rapidly rotating または over-rotating）カー時空と言われる。

#### 計量の逆行列と行列式
ボイヤー・リンキスト座標での座標基底を用いて、計量の逆行列（inverse metric）は
{\displaystyle {\begin{aligned}g^{\mu \nu }{\frac {\partial }{\partial x^{\mu }}}{\frac {\partial }{\partial x^{\nu }}}=&-{\frac {1}{\Delta }}\left(r^{2}+a^{2}+{\frac {2a^{2}Mr\sin ^{2}\theta }{\Sigma }}\right)\left({\frac {\partial }{\partial t}}\right)^{2}-{\frac {2aMr}{\Sigma \Delta }}{\frac {\partial }{\partial t}}{\frac {\partial }{\partial \phi }}\\&+{\frac {\Delta }{\Sigma }}\left({\frac {\partial }{\partial r}}\right)^{2}+{\frac {1}{\Sigma }}\left({\frac {\partial }{\partial \theta }}\right)^{2}+{\frac {1}{\Delta \sin ^{2}\theta }}\left(1-{\frac {2Mr}{\Sigma }}\right)\left({\frac {\partial }{\partial \phi }}\right)^{2}\end{aligned}}}
で与えられる。また、行列式は
{\displaystyle {\begin{aligned}\det(g_{\mu \nu })=-\Sigma ^{2}\sin ^{2}\theta \end{aligned}}}
となる。

#### 正規直行基底の見易い表式
以下では、カー計量のボイヤー・リンキスト座標による表現でよく用いられる3つの正規直行基底 {\displaystyle \{e^{0},e^{1},e^{2},e^{3}\}} を与える。つまり、計量は
{\displaystyle ds^{2}=-(e^{0})^{2}+(e^{1})^{2}+(e^{2})^{2}+(e^{3})^{2}}
のように表される。また、その双対ベクトル {\displaystyle \{X_{0},X_{1},X_{2},X_{3}\}} は {\displaystyle e^{\mu }(X_{\nu })=\delta _{\nu }^{\mu }} により定義される。
- {\displaystyle dt} について平方完成された表式

{\displaystyle {\begin{aligned}ds^{2}=-{\frac {G}{\Sigma }}\left(dt+{\frac {A}{G}}a\sin ^{2}\theta d\phi \right)^{2}+\Sigma \left({\frac {dr^{2}}{\Delta }}+d\theta ^{2}+{\frac {\Delta }{G}}\sin ^{2}\theta d\phi ^{2}\right)\end{aligned}}}
ここで、{\displaystyle \Sigma } や {\displaystyle \Delta } は上で定義されているものと同じ、{\displaystyle A} および {\displaystyle G} は
{\displaystyle A=2mr\,,\quad G=\Delta -a^{2}\sin ^{2}\theta \,}
で定義された関数である。この表式において、{\displaystyle \Delta (r)}、{\displaystyle A(r)} および {\displaystyle \Sigma (r,\theta )} を未知関数としたものをアインシュタイン方程式の厳密解の仮定として利用することがある。また、カー・ブラックホール時空に隠れている {\displaystyle SL(2,R)\times SL(2,R)} 対称性を顕わに見える形で取り出してくる場合にも、この表式が利用される。これは、カー・ブラックホール時空の「差し引かれた幾何（Subtracted Geometry）」と言われる。{\displaystyle \Delta (r)}、{\displaystyle A(r)} および {\displaystyle \Sigma (r,\theta )} を
{\displaystyle \Delta =(r-r_{+})(r-r_{-})\,,\quad A=c_{1}r+c_{2}\,,\quad \Sigma =\{c_{1}^{2}(r_{+}+r_{-})+2c_{1}c_{2}\}r+c_{2}^{2}-c_{1}^{2}(r_{+}r_{-}-a^{2}\sin ^{2}\theta )\,}
で置き換えると、計量は {\displaystyle AdS_{3}\times (1/4)S^{2}} 時空上の標準計量のあるキリングベクトル方向へのカルツァ・クライン還元になっている。ここで、{\displaystyle r_{+}}、{\displaystyle r_{-}}、{\displaystyle c_{1}} および {\displaystyle c_{2}} は定数である。
他に、事象の地平面が {\displaystyle \Delta =0} の光的超曲面で与えられることから、この超曲面上の誘導計量が見やすい。
- {\displaystyle d\phi } について平方完成された表式

{\displaystyle {\begin{aligned}ds^{2}=\Sigma \left(-{\frac {\Delta }{P}}dt^{2}+{\frac {dr^{2}}{\Delta }}+d\theta ^{2}\right)+{\frac {P\sin ^{2}\theta }{\Sigma }}\left(d\phi -{\frac {2aMr}{P}}dt\right)^{2}\end{aligned}}}
ここで、{\displaystyle \Sigma } や {\displaystyle \Delta } は上で定義されているものと同じ、{\displaystyle P} は
{\displaystyle P=(r^{2}+a^{2})\Sigma +2a^{2}Mr\sin ^{2}\theta \,}
で定義された関数である。この表式は、近地平面極限（Near Horizon Limit）を取るときに利用される。
- その他の表式

{\displaystyle {\begin{aligned}ds^{2}=-{\frac {\Delta }{\Sigma }}\left(dt-a\sin ^{2}\theta d\phi \right)^{2}+{\frac {\Sigma }{\Delta }}dr^{2}+\Sigma d\theta ^{2}+{\frac {\sin ^{2}\theta }{\Sigma }}\left(adt-(r^{2}+a^{2})d\phi \right)^{2}\end{aligned}}}
ここで、{\displaystyle \Sigma } や {\displaystyle \Delta } は上で定義されているものと同じである。この表式では、測地線方程式の変数分離性が見やすい。
正規直交基底は
{\displaystyle {\begin{aligned}&e^{0}={\sqrt {\frac {\Delta }{\Sigma }}}\left(dt-a\sin ^{2}\theta d\phi \right)\,,\quad e^{1}={\sqrt {\frac {\Sigma }{\Delta }}}dr\,,\quad e^{2}={\sqrt {\Sigma }}d\theta \,,\\&e^{3}={\sqrt {\frac {\sin ^{2}\theta }{\Sigma }}}\left(adt-(r^{2}+a^{2})d\phi \right)\end{aligned}}}
双対ベクトルは
{\displaystyle {\begin{aligned}&X_{0}={\frac {1}{\sqrt {\Delta \Sigma }}}\left((r^{2}+a^{2})\partial _{t}+a\partial _{\phi }\right)\,,\quad X_{1}={\sqrt {\frac {\Delta }{\Sigma }}}\partial _{r}\,,\quad X_{2}={\frac {1}{\sqrt {\Sigma }}}\partial _{\theta }\,,\\&X_{3}=-{\frac {1}{\sqrt {\Sigma \sin ^{2}\theta }}}\left(a\sin ^{2}\theta \partial _{t}+\partial _{\phi }\right)\end{aligned}}}

### エディントン・フィンケルシュタイン（Eddington-Finkelstein）座標による表現
ボイヤー・リンキスト座標による表現では、カー計量は {\displaystyle \Delta (r_{\pm })=0} となるような {\displaystyle r=r_{\pm }} のところで発散しているのであった。それらの場所（座標特異点とよばれる）での時空の振る舞いを調べるためには、それらの場所で計量の成分が発散しないような座標を選ぶ必要がある。カー計量に対して、ボイヤー・リンキスト座標による表現での座標特異点を横切ることの出来る別の座標はチャールズ・ミスナー（Charles W. Misner）、キップ・ソーン（Kip S. Thorne）、ジョン・ホイーラー（John A. Wheeler）によって議論され、次のように与えられる。
{\displaystyle {\begin{aligned}dv=dt+{\frac {r^{2}+a^{2}}{\Delta }}dr\,,\quad d{\bar {\phi }}=d\phi +{\frac {a}{\Delta }}dr\end{aligned}}}
この座標で、{\displaystyle a=0} とすると、シュワルツシルドの計量におけるエディントン（A. S. Eddington）とフィンケルシュタイン（D. Finkelstein）の座標を再現することからエディントン・フィンケルシュタイン型の座標、または単に、エディントン・フィンケルシュタイン（Eddington-Finkelstein）座標とよばれる。エディントン・フィンケルシュタイン座標を用いて、カー計量は
{\displaystyle {\begin{aligned}ds^{2}=&-\left(1-{\frac {2Mr}{\Sigma }}\right)(dv-a\sin ^{2}\theta d{\bar {\phi }})^{2}\\&+2(dv-a\sin ^{2}\theta d{\bar {\phi }})(dr-a\sin ^{2}\theta d{\bar {\phi }})+\Sigma (d\theta ^{2}+\sin ^{2}\theta d{\bar {\phi }})\end{aligned}}}
のように表現される。この表現は、カーが最初に求めたものと同じである。

## 事象の地平面
カー計量のボイヤー・リンキスト座標による表現で {\displaystyle g_{rr}} 成分が発散する場所、つまり、{\displaystyle \Delta =0} は事象の地平面を与える。エディントン・フィンケルシュタイン座標に移れば {\displaystyle \Delta =0} としても計量が特異性を示さないことから、ボイヤー・リンキスト座標による {\displaystyle g_{rr}} 成分の発散が座標に依存した特異性であることが分かる。このような特異点は座標特異点（Coordinate singularity）と呼ばれる。遅速回転カー時空 {\displaystyle M>|a|} を考える場合、{\displaystyle \Delta =0} は異なる2つの根
{\displaystyle r_{\pm }=M\pm {\sqrt {M^{2}-a^{2}}}}
を持つ。これらはシュヴァルツシルド時空への極限 {\displaystyle a\to 0} で、事象の地平面 {\displaystyle r_{+}\to 2M} および曲率特異点 {\displaystyle r_{-}\to 0} に対応する場所である。また、極限カー時空への極限 {\displaystyle a\to M} で、{\displaystyle r_{\pm }\to M}となり、2つの地平面は縮退する。{\displaystyle r=} 一定面上での計量の行列式の計算
{\displaystyle \det(g_{\mu \nu }){\Big |}_{r=const.}=-\Sigma \Delta \sin ^{2}\theta }
から、{\displaystyle r=} 一定面が {\displaystyle \Delta >0} のとき時間的、 {\displaystyle \Delta <0} のとき空間的、 {\displaystyle \Delta =0} のとき光的であることが分かる。したがって、{\displaystyle \Delta =0} なる条件は {\displaystyle r=r_{\pm }} にある2つの光的超曲面を表している。事象の地平面 {\displaystyle r=r_{\pm }} 上の誘導計量 {\displaystyle ds^{2}{\big |}_{r=r_{\pm }}} は、
{\displaystyle ds^{2}{\big |}_{r=r_{\pm }}=\Sigma _{\pm }d\theta ^{2}+{\frac {4M^{2}r_{\pm }^{2}\sin ^{2}\theta }{\Sigma _{\pm }}}\left(d\phi -\Omega _{\pm }dt\right)^{2}}
となる。ここで、
{\displaystyle \Sigma _{\pm }=\Sigma {\big |}_{r=r_{\pm }}=2Mr_{\pm }-a^{2}\sin ^{2}\theta \,,\quad \Omega _{\pm }={\frac {a}{2Mr_{\pm }}}}
である。こうして、事象の地平面 {\displaystyle r=r_{\pm }} 上の光的キリングベクトル場 {\displaystyle \ell _{\pm }=\partial _{t}+\Omega _{\pm }\partial _{\phi }} を得る。{\displaystyle \ell _{\pm }} の積分曲線は光的曲線族を与え、それらは事象の地平面 {\displaystyle r=r_{\pm }} 上において、角速度 {\displaystyle \Omega _{\pm }} で {\displaystyle \phi } 方向に回転している。
事象の地平面 {\displaystyle r=r_{\pm }} の時刻 {\displaystyle t=}一定 面上の誘導計量 {\displaystyle ds^{2}{\big |}_{r=r_{\pm },\,t={\textrm {const.}}}} は、
{\displaystyle ds^{2}{\big |}_{r=r_{\pm },\,t={\textrm {const.}}}=\Sigma _{\pm }d\theta ^{2}+{\frac {4M^{2}r_{\pm }^{2}\sin ^{2}\theta }{\Sigma _{\pm }}}d\phi ^{2}}
となるから、事象の地平面は球対称でなく、扁平した楕円面となっている。回転が大きくなると扁平は大きくなる。事象の地平面 {\displaystyle r=r_{\pm }} の面積は、
{\displaystyle A_{\pm }=\int _{0}^{2\pi }\int _{0}^{\pi }{\sqrt {g_{\theta \theta }g_{\phi \phi }}}{\big |}_{r=r_{\pm },\,t={\textrm {const.}}}d\theta d\phi =8\pi Mr_{\pm }}
となる。

## エルゴ球面
カー計量のボイヤー・リンキスト座標による表現で、{\displaystyle dt^{2}} の成分が消える場所はエルゴ球面を与える。

## 測地線
曲がった時空上の測地線問題は、自由粒子に対するハミルトン-ヤコビ方程式 {\displaystyle {\frac {\partial S}{\partial \lambda }}+g^{\mu \nu }\partial _{\mu }S\partial _{\nu }S=0} によって記述される。

## 隠れた対称性

### 測地線方程式の変数分離性
カー時空中における、自由落下する粒子の運動（測地線運動）を記述するハミルトン-ヤコビ方程式は変数分離によって解くことができる。このことは、1968年、ブランドン・カーター（Brandon Carter）によって初めて証明された。実際には、カー時空を含むより一般的なクラス（カーターのクラスと呼ばれる）の時空に対して、ハミルトン-ヤコビ方程式とスカラー場の方程式（シュレーディンガー方程式）の両方が変数分離によって解かれることが示されている。カー時空には本来、時間並進対称性と回転対称性に関連する二つのキリングベクトルが存在し、それらに対応した2つの独立な保存量が内在している。そのため、ハミルトン-ヤコビ方程式が可積分であるためには、ハミルトニアンとは別に、4つめの独立な保存量が必要であった。カーターはこの四つ目の保存量の存在を指摘した。その保存量は「カーター定数」とよばれている。
それから2年後、カーターとは違った形で、カー時空におけるハミルトン-ヤコビ方程式の可積分性が証明された。
マーティン・ウォーカー（Martin Walker）とロジャー・ペンローズ（Roger Penrose）は、カー時空に2階の分離不可能なキリングテンソルが存在することを示し、カーター定数が粒子の運動量に関して2次の保存量になっていることを明らかにした。ここで、2階のキリングテンソルとは
{\displaystyle \nabla _{(a}K_{bc)}=0\,}
を満たす2階の対称テンソルをいう。一般に、キリングベクトル {\displaystyle \xi \,} の存在する空間では{\displaystyle K_{ab}=c_{1}\xi _{(a}\xi _{b)}+c_{2}g_{ab}\,} （{\displaystyle c_{1},c_{2}\,} は定数）によって2階のキリングテンソルをいつでも構成することができるが、このようにキリングベクトルや計量から構成できるキリングテンソルは分離可能（reducible）なキリングテンソルとよばれ、
分離不可能（irreducible）なものとは区別される。すべてのキリングテンソルがキリングベクトルから構成できるとは限らず、カー時空において分離不可能なキリングテンソルを見つけたことがウォーカーとペンローズの功績である。
1973年、ロバート・フロイドはカー時空に存在する2階のキリングテンソルが、2階のキリング・矢野テンソルを用いて
{\displaystyle K_{ab}=f_{ac}f_{b}{}^{c}\,}
のように書けることを指摘した。
ここで、2階のキリング・矢野テンソルとは
{\displaystyle \nabla _{(a}f_{b)c}=0\,}
を満たす2階の反対称テンソルをいう。フロイトの仕事は、言いかえれば、カー時空における2階のキリング・矢野テンソルの存在を示しているわけであるが、すべての2階のキリングテンソルが2階のキリング・矢野テンソルに分解できるわけではないため、その意味でカー時空が"特別"であることを意味している。さらに同じ年、カー時空が本来持っている2つのアイソメトリー、{\displaystyle \xi \,} と {\displaystyle \eta \,} が2階のキリング・矢野テンソルを用いて
{\displaystyle \xi ^{a}={\frac {1}{3}}\nabla _{b}(*f)^{ba}\,}
{\displaystyle \eta ^{a}=K^{a}{}_{b}\xi ^{b}\,}
のように書けることをハッシュトン（L. P. Hughston）とゾンマー（P. Sommers）は見出した。
これにより、カー時空では、ハミルトン-ヤコビ方程式が可積分であるためのすべての保存量が2階のキリング・矢野テンソルという1つの反対称テンソル場から生成されることが分かる。